# كنديون إنجليز
يشير المصطلح الكنديون الإنجليز أو «أنغلو-كنديون» ((بالفرنسية: Canadiens anglais)) إلى الأصول الإثنية الكندية أو الإنجليزية وتراثها، أو إلى الكنديين المتحدثين بالإنجليزية بغض النظر على الأصل الإثني؛ ويستخدم كنقيض لمصطلح كنديون فرنسيون. كندا هي دولة ذات سيادة ثنائية اللغة، حيث يوجد فيها مجتمعات تعتبر اللغة الإنجليزية وأخرى تعتبر اللغة الفرنسية اللغة الرسمية. تندمج مجموعات المهاجرين ظاهرياً في أحد هذين المجتمعين أو كليهما، لكن غالباً ما يحتفظون بعناصر من ثقافاتهم الأصلية. يستخدم مصطلح «كنديون ناطقون بالإنجليزية» أحياناً بدل «كنديون إنجليز».
على الرغم من أن العديد من الكنديين الناطقين باللغة الإنجليزية لهم جذور تاريخية قوية قد تعود إلى إنجلترا أو أجزاء أخرى من الجزر البريطانية، فإن السكان ككل ينتمون إلى خلفيات عرقية متعددة. فقد جاء هؤلاء أو أسلافهم من ثقافات أوروبية وآسيوية وكاريبية وأفريقية وأمريكا اللاتينية وثقافات جزر الباسيفيكي، إضافة إلى مجموعات السكان الأصليين في كندا الفرنسية وشمال أمريكا. على هذا النحو، وعلى الرغم من أنه يقال أن من يشغلون منصب حاكم عام كندا يتم اختيارهم من أصول إنجليزية أو فرنسية بالتناوب، إلا أن اثنين من الحكام العامّين الجدد (أدريان كلاركسون كان كندي من أصل صيني ناطق بالإنجليزية، وميكائيل جان كان كندي من أصل هايتي ناطق بالفرنسية، ما يُظهر أن الأمر يعود للغة وليس للثقافة أو الإثنية.
إضافة إلى مصطلحي «كنديون إنجليز» و«كنديون»، فإن مصطلح «كنديون ناطقون بالإنجليزية» ومصطلح «أنغلو-كنديون» يستخدمان أيضاً.

## التوزيع الجغرافي

### حسب الإثنية
|                           | النسبة |
| ------------------------- | ------ |
| كندا— المجموع             | 21.03% |
| نيوفاوندلاند واللابرادور  | 39.9%  |
| جزيرة الأمير إدوارد       | 31.1%  |
| كولومبيا البريطانية       | 29.6%  |
| ألبرتا                    | 24.9%  |
| أونتاريو                  | 24.7%  |
| ساسكاتشوان                | 24.6%  |
| نيو برونزويك              | 23.0%  |
| مانيتوبا                  | 22.1%  |
| يوكون (إقليم)             | 18.22% |
| الأقاليم الشمالية الغربية | 17.2%  |
| كيبك                      | 3.3%   |
| نوفا سكوشا                |        |
| نونافوت                   |        |

### حسب اللغة
The following table shows the English-speaking population of Canada's provinces and territories. The data are from Statistics Canada.
Figures are given for the number of single responses "English" to the mother tongue question, as well as a total including multiple responses one of which is English.
| المقاطعة                  | الإنجليزية | النسبة | الإنجليزية (مفرد ومتعدد) | النسبة | مجموع السكان |
| ------------------------- | ---------- | ------ | ------------------------ | ------ | ------------ |
| كندا — المجموع            | 25,352,315 | 58.5%  | 24,694,835               | 59.7%  | 35,859,030   |
| كولومبيا البريطانية       | 2,825,780  | 73.0%  | 2,872,830                | 74.3%  | 4,868,875    |
| ألبرتا                    | 4,015,515  | 80.9%  | 3,934,195                | 82.0%  | 4,556,150    |
| ساسكاتشوان                | 817,955    | 84.9%  | 827,350                  | 85.9%  | 1,180,150    |
| مانيتوبا                  | 823,910    | 74.7%  | 839,765                  | 76.1%  | 1,267,695    |
| أونتاريو                  | 12,965,225 | 70.6%  | 10,119,835               | 71.9%  | 13,513,550   |
| كيبك                      | 557,045    | 7.8%   | 627,510                  | 8.8%   | 8,117,580    |
| نيو برونزويك              | 465,170    | 64.6%  | 471,010                  | 65.4%  | 730,710      |
| نوفا سكوشا                | 832,660    | 92.8%  | 836,910                  | 93.2%  | 940,570      |
| جزيرة الأمير إدوارد       | 138,125    | 93.8%  | 125,650                  | 94.2%  | 140,385      |
| نيوفاوندلاند واللابرادور  | 499,755    | 98.4%  | 500,405                  | 98.5%  | 508,080      |
| نونافوت                   | 6,945      | 26.0%  | 7,395                    | 27.7%  | 33,670       |
| الأقاليم الشمالية الغربية | 28,650     | 77.2%  | 29,075                   | 78.4%  | 43,100       |
| يوكون (إقليم)             | 24,590     | 86.2%  | 24,925                   | 87.4%  | 36,520       |

Notably, 46% of English-speaking Canadians live in Ontario, and 30% in the two western provinces of British Columbia and Alberta. The most monolingual province is نيوفاوندلاند واللابرادور at 98.5%. English-speakers are in the minority only in Quebec and نونافوت. In the cases of Quebec and New Brunswick, the vast majority of the non-Anglophone population speaks French; in the case of Nunavut, the people speak a non-official language of Canada, لغة إنكتيتوتية.

## الرموز

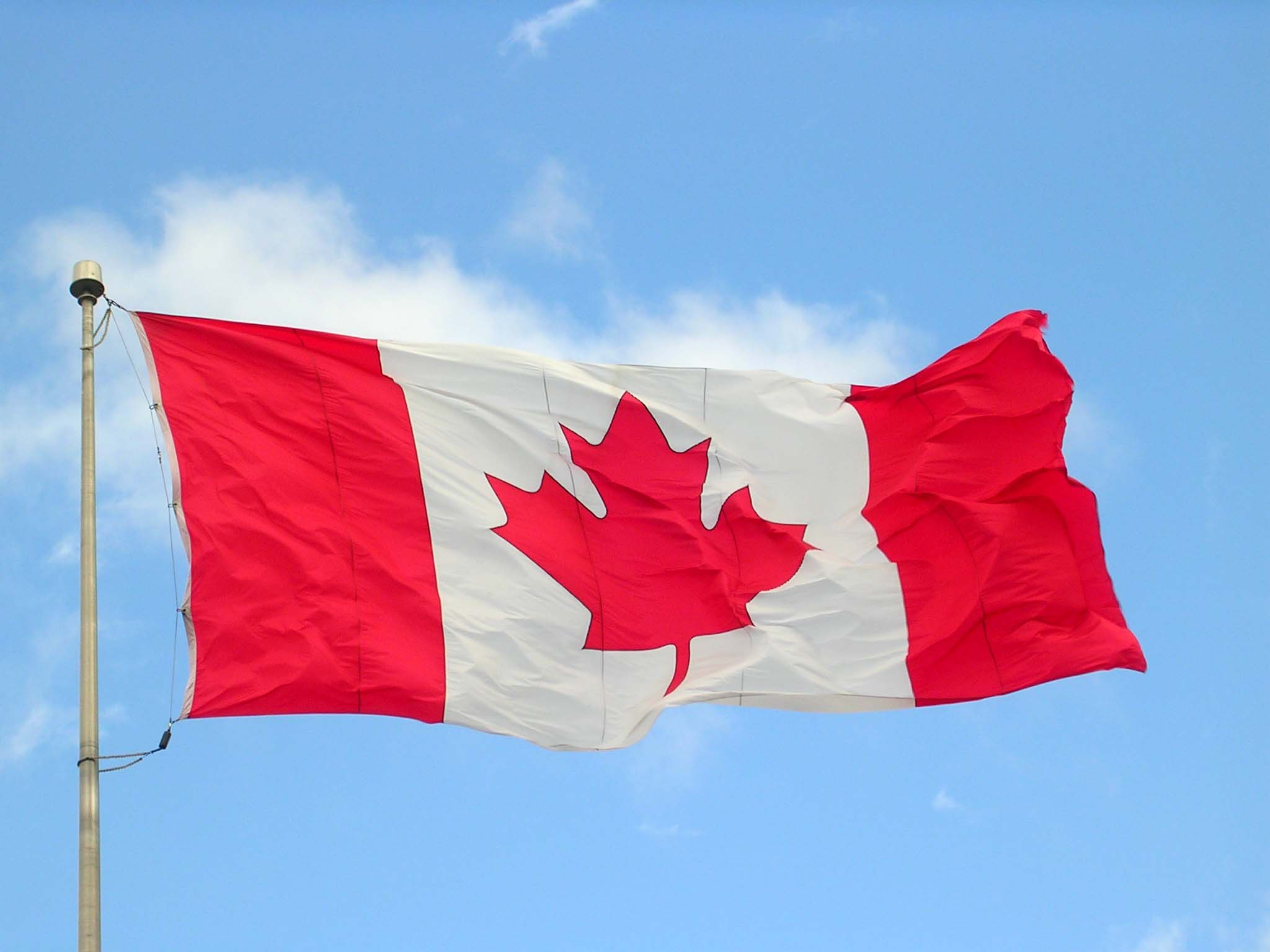
العلم الكندي فوق متحف الأطلنطك البحري الواقع في هاليفاكس

نسخة عام 1957 من العلم الكندي الأحمر الذي تطور كعلم وطني بحكم الأمر الواقع ختى عام 1965.

لم يعتمد الكنديون الناطقون بالإنجليزية رموزاً خاصة بهم. على الرغم من أن الكنديين الإنجليز مرتبطون بالعلم الكندي، فهو العلم الوطني والهدف أن يكون رمزاً لجميع الكنديين، بغض النظر عن العرق أو اللغة. كشفت مناقشة العلم عام 1965 ارتباطاً قوياً بالعلم الأحمر الكندي، الذي كان يرفرف سابقاً على أنه العلم الوطني قبل اعتماد ورقة القيقب عام 1965. حتى اليوم ثمة دعم كبير لاستخدام العلم الأحمر في ظروف معينة، كمراسم الاحتفال بمعركة فيمي ريدج.
حتى ورقة القيقب نفسها، استخدمت كرمز في وقت مبكر من عام 1834 في ما يعرف الآن بكيبك، كرمز لأخوية سانت جان بابتيست، لكن استخدامها اعتمد بعد ذلك بفترة قصيرة من قبل المجتمع الناطق بالإنجليزية. " اعتبر شعار "ورقة القيقب للأبد" الذي صيغ عام 1867 في زمن الاتحاد نشيداً رسمياً غير رسمي للكنديين الإنجليز، لكن رد فعل الكنديين الناطقين بالإنجليزية تجاه قرار مدرسة نيوبرونسويك بإيقاف غناء النشيد للارتباط بالنشيد الوطني الرسمي يا كندا يدعو إلى أن يحظى نشيد ورقة القيقب للأبد بدعم كبير.